# Laternenbatterie

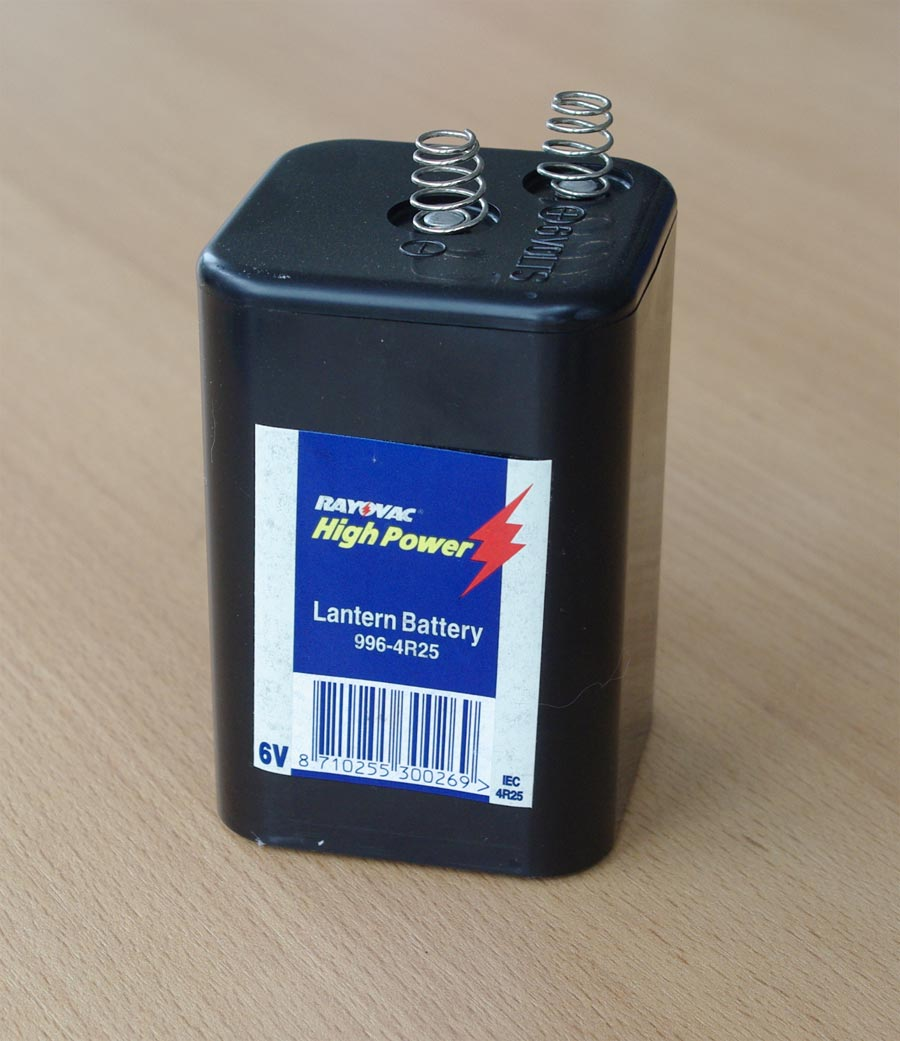
Laternenbatterie

Laternenbatterie, Blockbatterie, Zeltlampenbatterie, 4R25 und 430 sind gängige Bezeichnungen für eine genormte, im nordamerikanischen Raum weit verbreitete Baugröße von Batterien. Anwendungsbereiche liegen unter anderem in Warnleuchten und teils auch in Handscheinwerfern. Die Bauform und elektrische Parameter sind im Standard IEC 60086 normiert.

## Aufbau

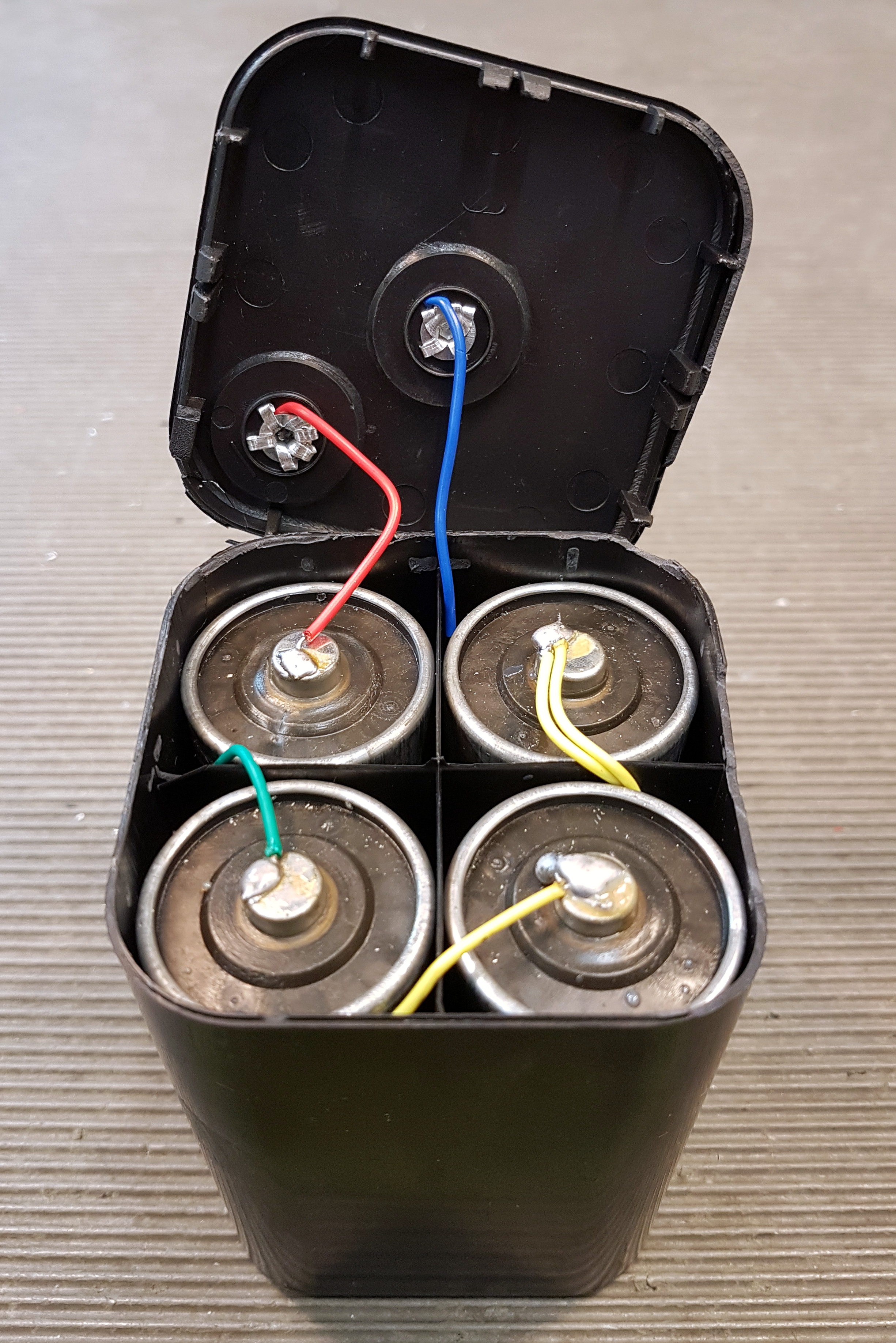
Aufbau der Laternenbatterie

Es handelt sich um einen Block mit einer Seitenlänge von ca. 65 mm × 65 mm und einer Höhe von ca. 110 mm. Intern sind vier Zellen von je 1,5 V elektrisch in Reihe geschaltet, womit eine Leerlaufspannung von 6 V erreicht wird. Der Anschluss erfolgt über spiralförmige Federkontakte, die oben herausgeführt sind.

## Elektrochemisches System
Die Batterie wird mit verschiedenen elektrochemischen Systemen hergestellt, die sich in Kapazität und Belastbarkeit unterscheiden. Zink-Kohle- mit 7,0 Ah bis 8,5 Ah und Alkali-Primärzellen mit etwa 15 Ah sind handelsüblich. Auch sind sie als Zink-Luft-Batterie mit bis zu 50 Ah erhältlich.

## Verwendung
Laternenbatterien werden vorwiegend in größeren tragbaren elektrischen Geräten verwendet. Sie kommen bevorzugt für Beleuchtungen im Bereich Camping, Baustellen, Landwirtschaft und weitere zum Einsatz, beispielsweise in Alarmanlagen, Sicherungsgeräten, Blink- und Dauerlichtlampen.
Die Bauform ist auch als wiederaufladbarer Blei-Gel-Akku erhältlich. Weiterhin existieren Adapter, die den Einsatz von vier Monozellen erlauben.

## Einzelnachweise

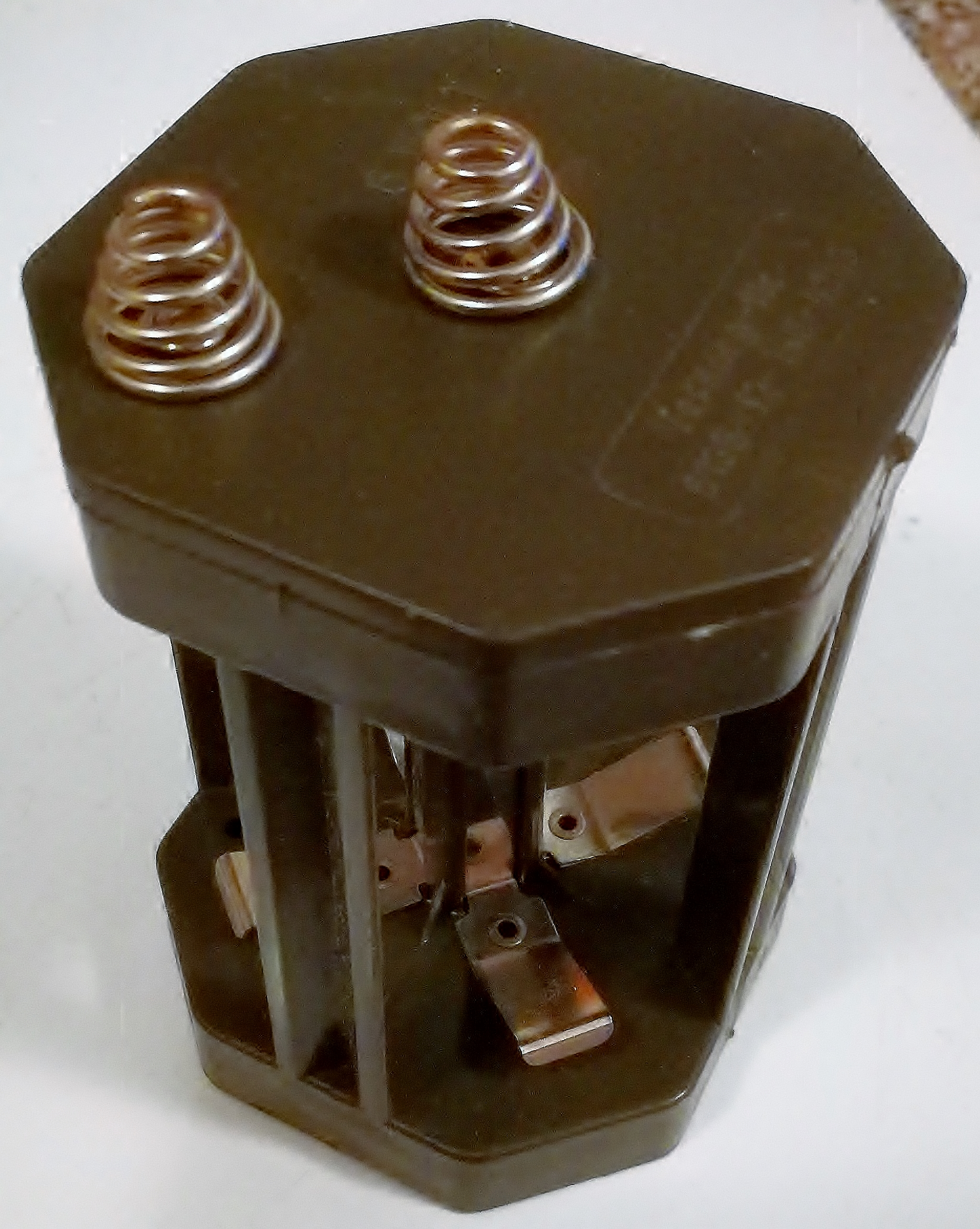
Adapter für 4 Monozellen